# Otton Laskowski

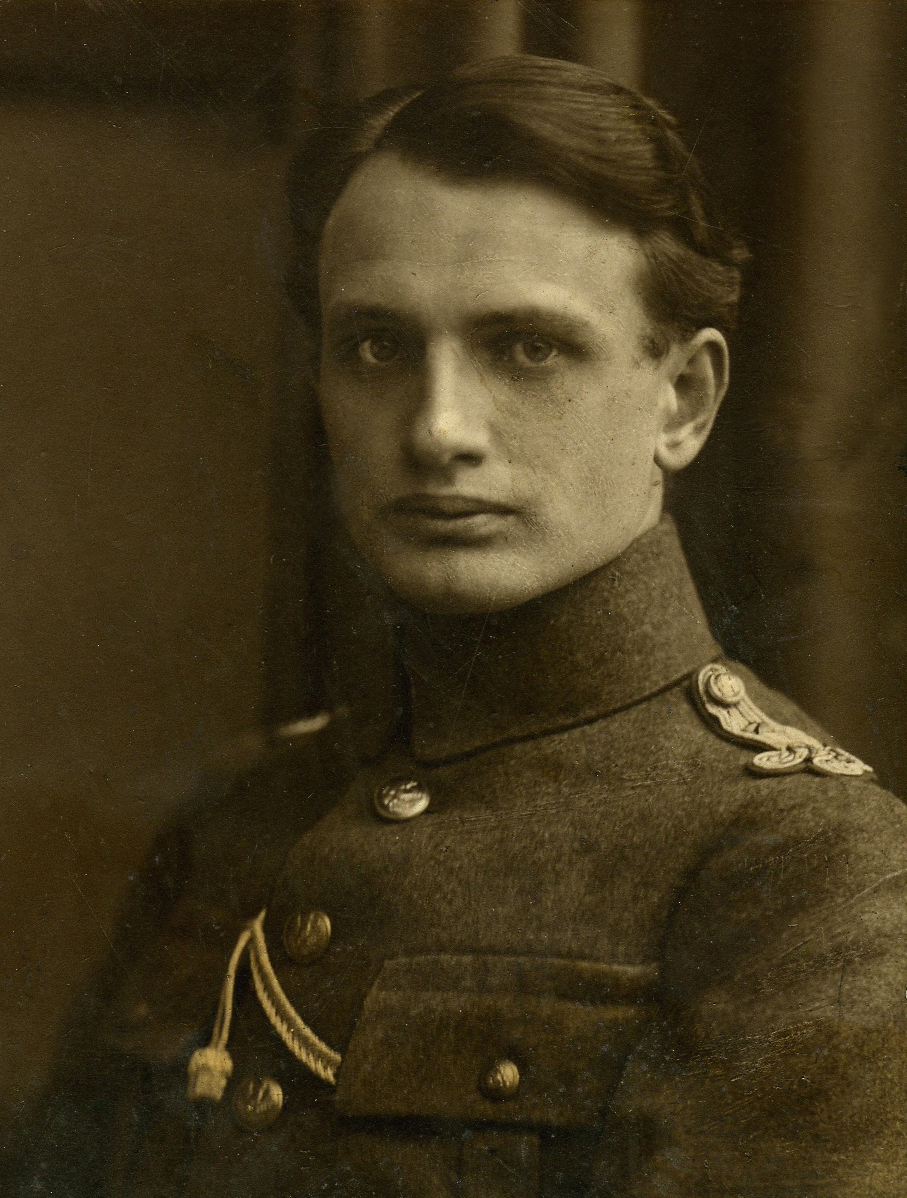
Otton Laskowski jako podporucznik

Otton Laskowski, ps. „Tonio” (ur. 11 marca?/23 marca 1892 w Paduni, zm. 11 listopada 1953 w Londynie) – polski historyk wojskowości, major piechoty Wojska Polskiego II RP i Polskich Sił Zbrojnych. Był twórcą Encyklopedii wojskowej, pierwszej polskiej encyklopedii wojskowości.

## Życiorys
Otton Laskowski urodził się 23 marca 1892 roku w Paduni, w guberni tobolskiej, w rodzinie Wacława Jacka, inżyniera-technologa, i Marii Joanny z Missunów. Ojciec zesłany został na Syberię za przynależność do Gminy Socjalistów Polskich w Petersburgu i współpracę z Narodną Wolą. Miał brata Kazimierza. 26 grudnia 1917 roku zawarł związek małżeński z Marią z Seewaldów, z którą miał troje dzieci: Helenę Franciszkę (ur. 1919), Wacława Bogodara (ur. 1920) i Jerzego Ottona (ur. 1925).
W 1910 roku ukończył gimnazjum klasyczne w Troicku (gub. orenburska). W latach 1910–1914 studiował na Wydziale Mechanicznym Politechniki w Petersburgu.
W 1914 roku, po wybuchu I wojny światowej, wstąpił do Pawłowskiej Szkoły Wojskowej w Sankt Petersburgu. Od maja 1915 roku, w stopniu chorążego, dowodził kompanią w Finlandzkim Pułku Lejbgwardii. W sierpniu 1915 roku, w bitwie pod Jowniunami, został ciężko ranny. W 1916 roku został awansowany na podporucznika.
W 1917 roku, po wybuchu rewolucji lutowej, uczestniczył w organizowaniu Związku Wojskowych Polaków w Piotrogrodzie. Organizator i pierwszy dowódca Pierwszej Samodzielnej Kompanii Polskiej przy Naczpolu w Piotrogrodzie, następnie w I Korpusie Polskim w Rosji.
W październiku 1918 roku powrócił do Polski i uczestniczył w akcji rozbrajania oddziałów niemieckich. Walczył w wojnie z bolszewikami jako dowódca kompanii w 21 pułku piechoty „Dzieci Warszawy”. Został ranny w bitwie nad Dźwiną i w listopadzie 1919 roku odesłany na tyły (do Warszawy). Ukończył II Kurs Pedagogiczny dla Oficerów i od sierpnia 1920 roku pełnił służbę w Wojskowym Instytucie Naukowo-Wydawniczym kierowanym przez pułkownika Wacława Tokarza, a od listopada 1927 roku w Wojskowym Biurze Historycznym. W prowadzonych badaniach historycznych specjalizował się w staropolskiej sztuce wojennej. 1 grudnia 1924 roku został awansowany na majora ze starszeństwem z dniem 15 sierpnia 1924 roku i 1. lokatą w korpusie oficerów administracji, dział naukowo-oświatowy.
Od 1929 roku kierował Przeglądem Historyczno-Wojskowym. Wykładowca historii wojskowości na różnego rodzaju kursach dla oficerów. Członek Zarządu Głównego Polskiego Towarzystwa Historycznego. W latach 1930–1939 był redaktorem naczelnym Encyklopedii wojskowej, w której zamieścił wiele swoich artykułów. Współpracownik sekcji obwarowań starych w Zakładzie Architektury Polskiej. Organizator działu polskiego na wystawie wojskowej w Paryżu w 1936 roku. W marcu 1934 został przeniesiony do korpusu oficerów piechoty z pozostawieniem na dotychczasowym stanowisku. W 1939 roku był szefem Wydziału Wojen Dawnych w Wojskowym Biurze Historycznym.
W 1939 roku obronił pracę magisterską z historii na Uniwersytecie Warszawskim (jako ekstern). W sierpniu tego roku, zgodnie z przydziałem mobilizacyjnym, objął obowiązki komendanta kwatery głównej 8 Dywizji Piechoty. 9 września w Brześciu podpułkownik Alojzy Horak przekazał mu szefostwo Wojskowego Biura Historycznego z zadaniem dalszej ewakuacji biura i archiwum, transportem kolejowym, do Złoczowa, przez Pińsk, Łuniniec, Sarny, Równe, Dubno.
Po agresji ZSRR na Polskę przekroczył granicę polsko-rumuńską i został internowany. Pełnił funkcję szefa sztabu Dowództwa Obozów WP. Zbiegł z internowania i udał się do sojuszniczej Francji. Po przybyciu tam mianowany został szefem Wojskowego Biura Historycznego. Po upadku Francji znalazł się w Wielkiej Brytanii, gdzie od lata 1940 roku pełnił obowiązki szefa propagandy i oświaty I Korpusu Polskiego w Szkocji. 31 marca 1941 roku przeniesiony został do Gabinetu Naczelnego Wodza i Ministra Spraw Wojskowych w Londynie na stanowisko zastępcy szefa gabinetu i kierownika Referatu Historycznego. 13 marca 1942 roku powierzono mu kierownictwo Referatu Propagandy i Oświaty w Polskim Biurze Wojskowym (Komendzie Placu).
W latach 1947–1948 zajmował się oświatą w Polskim Korpusie Przysposobienia i Rozmieszczenia. W 1948 roku po zwolnieniu z wojska pozostał na emigracji. W latach 1948–1952 redagował „Teki Historyczne”. Utrzymywał się między innymi z lekcji śpiewu. Zmarł 11 listopada 1953 roku w Londynie. Pochowany na St. Mary’s Cemetery.

## Wybrane dzieła
Był encyklopedystą. Został wymieniony w gronie 180 edytorów pięciotomowej Ilustrowanej encyklopedii Trzaski, Everta i Michalskiego wydawanej w latach 1926–1928, w której zredagował hasła związane z wojskowością  . Pełnił również funkcję redaktora naczelnego ośmiotomowej Encyklopedii wojskowej wydawanej w latach 1931–1939 . Był autorem wielu prac z dziedziny historii wojskowości, w tym:
- Język i słownictwo wojskowe Prądzyńskiego (1921)
- Znaczenie ogólne i wychowawcze historii wojskowości (1922)
- Kampanie Stefana Batorego przeciwko Moskwie (1925)
- Historia Wojskowości Polskiej (1925)
- Grunwald 1410 (1926 i 1943 – wydanie angielskie)
- Badania dawnej polskiej historii wojskowej. Zadania pracy i ogólna charakterystyka źródeł (wspólnie z B. Pawłowskim w 1927)
- Kampania włoska 1859 roku (wspólnie z S. Płoskim w 1928)
- Młodość wojskowa Jana Sobieskiego (1929)
- Przewodnik po polach bitew wojny polsko-rosyjskiej 1830/31 (1930, 2011)
- Jan III Sobieski (1933 i 1941 wydanie angielskie)
- Wyprawa wiedeńska 1683 (1933)
- Piechota w rozwoju historycznym (1936)
- Odrębność staropolskiej sztuki wojennej (1936, 1952 – wyd. francuskie, 1955 – wyd. II poprawione)
- Wyprawa na Toropiec (1937)
- Historia piechoty polskiej do 1792 roku (1937)
- Taktyka piechoty XVI w. W związku z jej siłą ogniową (1950 i 1964 – wyd. franc. i ang.)

Opracowywał również teksty innych autorów (jako wydawca źródeł), a także tłumaczył, m.in. prace gen. Cammona, marszałków: Josepha Joffre i Ferdinanda Focha. Ostatnią jego pracą napisaną w Polsce była: Jan III Sobieski jako wódz. Nie została jednak wydana, jej rękopis spłonął w czasie wojny w Warszawie.

## Ordery i odznaczenia
- Krzyż Niepodległości (20 lipca 1932)[8]
- Krzyż Kawalerski Orderu Odrodzenia Polski (1936)[9]
- Krzyż Walecznych (dwukrotnie)
- Złoty Krzyż Zasługi z Mieczami[10]
- Złoty Krzyż Zasługi (10 listopada 1938)[11]
- Srebrny Krzyż Zasługi (2 marca 1925)[12][13]
- Medal Pamiątkowy za Wojnę 1918–1921[14]
- Srebrny Wawrzyn Akademicki (5 listopada 1935)[15]
- Medal Dziesięciolecia Odzyskanej Niepodległości[16]
- Odznaka Strzelecka[17]

- Order św. Anny IV klasy (Imperium Rosyjskie)
- Krzyż Oficerski Orderu Świętego Aleksandra (Bułgaria, 1936)[18]
- Kawaler Orderu Miecza (Szwecja, 1923)[19]
- Kawaler Orderu Legii Honorowej (Francja)
- Order Palm Akademickich (Francja)
- Medal Zwycięstwa („Médaille interalliée”)